# シャン・ド・マルス公園
シャン・ド・マルス公園（仏:Parc du Champ-de-Mars）は、フランス・パリの7区にある公園である。24.3haの面積を有するパリ有数の緑地であり、公園の北西側にはエッフェル塔、南東側にはエコール・ミリテール（陸軍士官学校）が隣接している。
1867年の第2回パリ万国博覧会を最初として1937年までに5回の国際博覧会が開催され、大きなパビリオンが林立した。1991年には、この公園を含むパリのセーヌ川周辺は「パリのセーヌ河岸」として世界遺産に登録された。

## 歴史
公園の名称は古代のローマ市にあったカンプス・マルティウスに因む。シャン・ド・マルスもカンプス・マルティウスも「（戦争の神である）マルスの野」の意である。かつてこの場所が練兵場・閲兵場として利用されていたことによる。
1790年7月14日にフランス革命1周年記念祭である連盟祭が行われ、また、1791年7月17日にシャン・ド・マルスの虐殺が起こった場所でもある。1793年11月12日、ジャン＝シルヴァン・バイイがギロチンで処刑された。1794年6月8日には、テュイルリー宮殿からこの場所にかけて最高存在の祭典が催された。